# Eduardo Gilardoni
Eduardo Gilardoni (Conchillas, Colonia, 9 de noviembre de 1935 - Montevideo, 28 de marzo de 2022) fue un compositor, pianista, clavecinista y entrenador vocal uruguayo.

## Biografía
Nacido en Conchillas (Uruguay), Gilardoni empezó sus estudios de piano en el Franz Liszt Conservatory en Montevideo con Esther Giucci, composición con Carlos Giucci y Héctor Tosar y continuó sus estudios de piano con Santiago Baranda Reyes, Sara Bourdillion, Hugo Balzo y Armano Bascans.
En 1964 se mudó a Barcelona con una beca del Instituto de Cultura Hispánica y tuvo la oportunidad de estudiar con personalidades famosas como la cantante Conchita Badia, la pianista Alicia de Larrocha y los compositores Joaquin Nin y Federico Mompou.
Cuando regresó a Uruguay en 1966 se convirtió en un profesor de arpa en The British School, un puesto en el que estuvo dieciocho años. De 1995 a 2005 fue "profesor visitante" en la Universidad de Charleston, SC.
En 2006 fue el represente de Uruguay en el Festival de la Canción en la Universidad de Arkansas. Actuó y presentó sus trabajos en conciertos y festivales en Brasil, Perú, Argentina, España, Estados Unidos y Bolivia.
Publicó tres discos compactos con sus trabajos y el Ministerio de Educación y Cultura de Uruguay publicó dos volúmenes de sus trabajos completos para piano, voz y música de cámara.

## Premios y reconocimientos
- Premio Morosoli de Plata a su trayectoria (2010)